# Coryogalops
Coryogalops là một chi của Họ Cá bống trắng

## Các loài
Chi này hiện hành có các loài sau đây được ghi nhận:
- Coryogalops adamsoni Goren, 1985 (Adamson's goby)
- Coryogalops anomolus J. L. B. Smith, 1958 (Anomolous goby)
- Coryogalops bretti Goren, 1991
- Coryogalops bulejiensis Hoda, 1983 (Thinbarred goby)
- Coryogalops guttatus Kovačić, Bogorodsky & A. O. Mal, 2014 [1]
- Coryogalops monospilus J. E. Randall, 1994 (Onespot goby)
- Coryogalops ocheticus Norman, 1927
- Coryogalops pseudomonospilus Kovačić, Bogorodsky & A. O. Mal, 2014 [1]
- Coryogalops sordida J. L. B. Smith, 1959 (Epaulette goby)
- Coryogalops tessellatus J. E. Randall, 1994
- Coryogalops william J. L. B. Smith, 1948